# طلایه‌دار
طلایه‌دار (انگلیسی: Vanguard) که در ادوار مختلف به عناوین مختلفی از جمله پرچم‌دار، پیش‌آهنگ، جلودار و پیش‌قراول هم ذکر گردیده؛ یگان ارتشی مربوط به دوران پیش از جنگ‌افزار زرهی امروزی است و عنوان بخشی از سپاه و لشکر است که معمولاً زودتر از سپاه اصلی به خط مقدم جبهه می‌رسید. فرماندهان مبتکر جنگی به ویژه از طلایه‌دارها به عنوان دستاویزی برای کسب اخبار یا عدم غافلگیری توسط سپاه حریف استفاده می‌کردند.

## یادداشت
1. ↑  "تلفظ این واژه فنگارد است"